# Stärtchen und Freibusch
Stärtchen und Freibusch este o arie protejată (arie specială de conservare — SAC, sit de importanță comunitară — SCI) din Germania întinsă pe o suprafață de 178,71 ha, integral pe uscat.

## Localizare
Centrul sitului Stärtchen und Freibusch este situat la coordonatele 52°03′34″N 13°16′26″E / 52.0594°N 13.2739°E.

## Înființare
Situl Stärtchen und Freibusch a fost declarat sit de importanță comunitară în septembrie 2000 pentru a proteja 2 specii de animale. Situl a fost protejat și ca arie specială de conservare în august 2002.

## Biodiversitate
Situată în ecoregiunea continentală, aria protejată conține 3 habitate naturale: Păduri de stejar sau de stejar și carpen sub-atlantice și medio-europene de Carpinion betuli, Păduri acidofile de stejar bătrân cu Quercus robur pe câmpii nisipoase, Păduri aluvionare cu Alnus glutinosa și Fraxinus excelsior (Alno-Padion, Alnion incanae, Salicion albae).
La baza desemnării sitului se află mai multe specii protejate de  nevertebrate (2): croitorul mare al stejarului (Cerambyx cerdo), Osmoderma eremita.
Pe lângă speciile protejate, pe teritoriul sitului au mai fost identificate 9 specii de plante.